# Vadsbro
Vadsbro is een plaats in de gemeente Flen in het landschap Södermanland en de provincie Södermanlands län in Zweden. De plaats heeft 110 inwoners (2005) en een oppervlakte van 27 hectare.